# Ескер Ріада

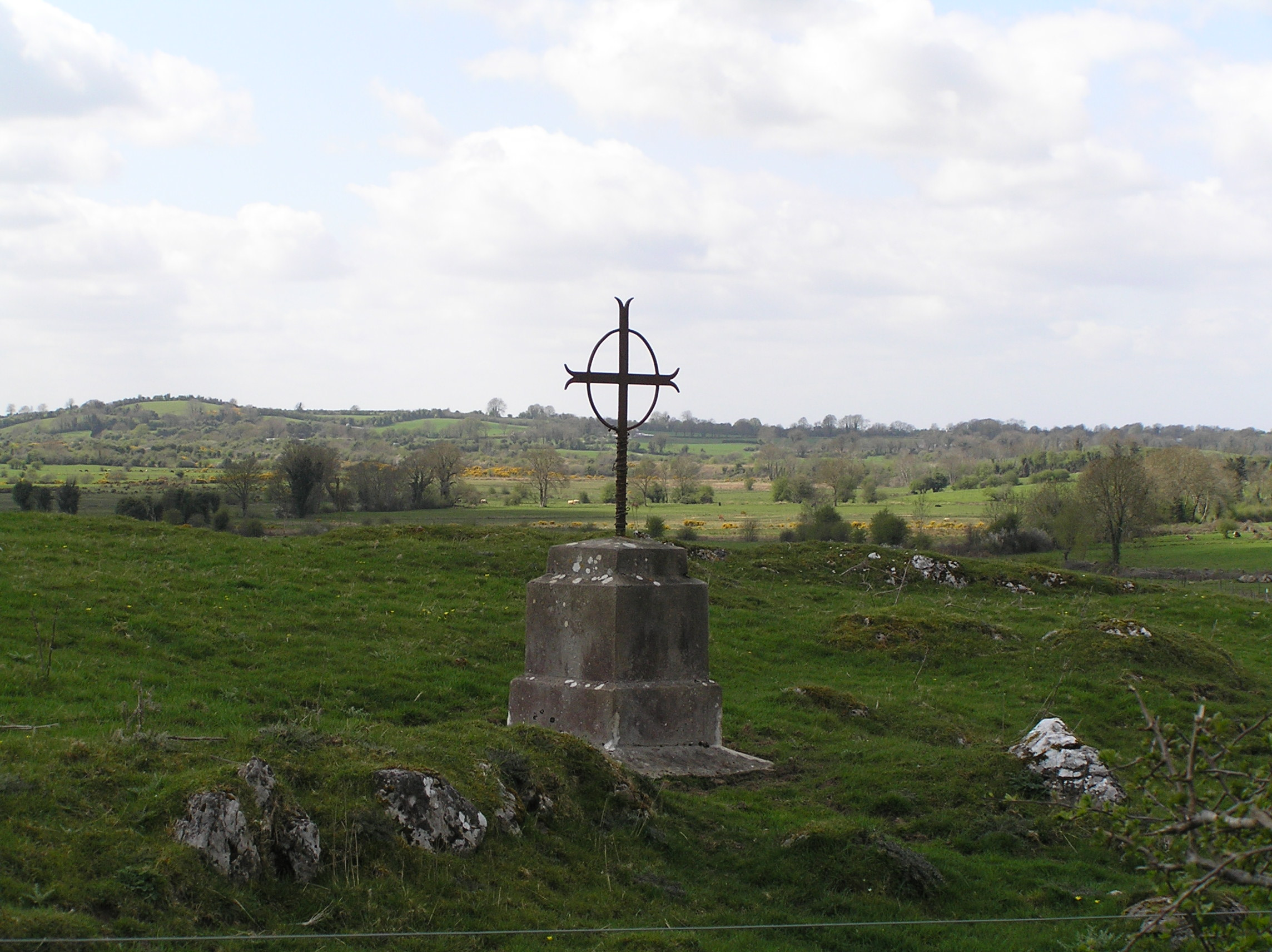
Типовий ландшафт в районі Ескеру Ріада

Ескер Ріада (англ. Esker Riada) — найбільший в світі ескер, це по суті ряд ескерів, який проходить через округи Дублін, Міт, Кілдер, Вестміт, Оффалі, Лейтрім, Лонгфорд, Роскоммон і Голвей (Ірландія). Великий залишок Ескера існує в районі Тірнакрів, Вестміт, і тягнеться від Кілбеггана до Тіреллспассу.
До цього дня Ескер-Ріада продовжує служити шосе, головна дорога N6 Дублін-Голуей все ще прямує поруч з ним. Багато сільськогосподарської діяльності все ще відбувається вздовж його довжини. Дублінська частина починається на Хай-стріт, біля Вуд-Куей, де розташоване поселення вікінгів і оригінальний брід із перешкодами, які дали назву Дубліну (Átha Cliath), і йде на південний захід через Кілмейнхем до Грінхіллс-роуд.

## Інтернет-ресурси
- Geological Survey Maps Collection; Irish Virtual Research Library and Archive, University College Dublin